# Saison 5 de Gomorra

Cet article présente les dix épisodes de la cinquième saison de la série télévisée italienne Gomorra. 
Chronologie
Saison 4

## Généralités
- En Italie, la série est diffusée depuis le 19 novembre 2021 sur Sky Atlantic (it), à raison de deux épisodes par semaine.
- En France, la série est diffusée à partir du 20 novembre 2021 sur la chaîne Canal+ ainsi que sur la plateforme myCANAL.

## Synopsis
La cinquième et dernière saison de Gomorra voit Gennaro « Genny » Savastano (joué par Salvatore Esposito) apprendre que son vieil ami et rival Ciro di Marzio (Marco D'Amore) est vivant en Lettonie. Gennaro était certain que Ciro était mort après s'être sacrifié dans le dernier épisode de la troisième saison. Cette saison marque leur affrontement final.

## Distribution
- Salvatore Esposito (VF : Thierry Janssen) : Gennaro Savastano
- Marco D'Amore : Ciro Di Marzio, alias l'« Immortale »
- Ivana Lotito : Azzurra Avitabile
- Mimmo Borrelli : Angelo, alias « O' Maestrale »
- Tania Garribba : Donna Luciana
- Nunzia Schiano : Nunzia Carignano
- Carmine Paternoster : Federico Maccauro, alias « O' Munaciello »
- Arturo Muselli : Enzo Villa, alias « Sangue Blu »
- Antonio Gargiulo : Saro Levante
- Gennaro Apicella : Francesco Levante
- Claudia Tranchese : Grazia Levante
- Giampiero De Concilio : Cosimo Maccauro, alias « Canzuncella »
- Antonio Ferrante : Vincenzo Carignano, alias « O' Galantommo »
- Nello Mascia : Don Aniello Pastore
- Andrea Di Maria : Elia Capaccio, alias « O' Diplomato »
- Vincenzo Fabricino : Lorenzo, alias « O' Pitbull »
- Alessandro Palladino : « O' Bellebbuono »
- Mariano Coletti : Antonello, alias « O' Cantonese »
- Gianni Spezzano : Fernando
- Roberto Olivieri : Ronni
- Francesco Da Vinci : MMA
- Pavel Zelinskiy : Igor
- Gennaro Maresca : Walter Ruggeri
- Daniela Ioia : Tiziana Palumbo

## Épisodes

### Épisode 1
Numéro de production
5 (5-1)
Résumé détaillé
Genny reste en sécurité dans son refuge, protégé par 'o Maestrale (don Angelo), le chef de Ponticelli. Il est informé par une taupe au sein du bureau du Procureur que Patrizia ne l’aurait pas trahi. Le juge, Walter Ruggieri. tente en vain de faire parler Grazia Levante, pour obtenir des informations sur Gennaro Savastano. Grazia espère avoir des nouvelles de Michel-Ange, mais le magistrat affirme que son frère semble avoir eu le même sort que ses parents.En fait, la jeune fille exécute ainsi les ordres de ses frères, qui veulent éliminer le patron en fuite.
À la fin du baptême de leur petite-fille, Don Angelo et ses hommes tentent, sans succès, de tuer les Levante aux funérailles des parents, qui se tiennent, sur ordre du ministère public, non pas à Naples mais à Rome. Ils sont tous près arrêtés, grâce également à un déplacement de dernière minute de l'enterrement du cimetière de Verano à celui de Prima Porta.
Don Aniello et son neveu, 'o Diplomato, contactent Genny par l'intermédiaire de Mme Luciana, épouse de 'o Maestrale, pour demander une réunion afin de s’unir contre les Levante. Mais c'est un piège pour attirer Gennaro Savastano et ses alliés dans une embuscade : frappée par un tir de roquette tiré par Saro Levante, la voiture de Gennaro explose. 
En réalité, Genny n'était pas dans cette voiture et avait prévu une riposte : presque tous les hommes d'Elia Capaccio et Levante présents à cet endroit sont tués. Tandis que 'o Diplomato est exécuté après avoir été pris en otage afin d’entrer dans la maison de Don Aniello, Saro et Francesco parviennent à s'échapper et à éviter la mort.
Suite à l'exécution de son neveu, Don Aniello tente de sauver sa vie en offrant à Genny une information capitale. Il lui explique avoir sauvé Ciro Di Marzio en l’envoyant à Riga (Lettonie), et comment, Ciro l'a laissé vivre avec un sentiment de culpabilité. Genny quitte la maison bouleversé, mais y retourne pour tuer le vieux chef de clan.

### Épisode 2
- Italie : 19 novembre 2021 sur Sky Atlantic (Italia) (it)

À Riga, Genny va à la rencontre de Ciro, silencieux. L'étreinte semble sceller une relation retrouvée.
Ciro raconte comment le fait de ne rien dire à propos de son sauvetage était la condition posée par Don Aniello pour quitter Genny, dans ce lieu isolé, mais toujours en vie. Genny l'invite à retourner à Naples pour tout récupérer avec lui, mais Ciro décline l'offre, car tout ce qu'il aimait n'est plus là dans la capitale de la Campanie. De plus, maintenant, avec la mort de Don Aniello, il a un problème : le trafic de drogue avec la Russie, qu'il traite à Riga, manque désormais d'interlocuteur. Genny lui propose cependant de le remplacer, montrant un certain ressentiment pour la douleur qu'il a été contraint de ressentir, convaincu d'avoir tué un frère.
Les deux hommes, avec des voitures séparées, se rendent à la rencontre avec le trafiquant russe et passent un accord avec lui. Genny est taciturne, puis, quand lui et Ciro sont seuls, il montre à nouveau un malaise, demandant à Ciro "si un ami qui trompe est toujours un ami ?". Ciro répète "Je ne t'ai jamais trahi". Alors qu'ils quittent le lieu de rendez-vous, Ciro et deux de ses collaborateurs sont pris en embuscade : ces derniers meurent et Ciro est kidnappé. Genny est indemne.
La raison en sera comprise peu après : l'embuscade avait été convenue par Genny lui-même et le trafiquant russe, qui ont décidé de faire affaire directement entre eux, et de garder Ciro emprisonné dans une sorte de prison privée, isolée dans une forêt dense à proximité. d'un marais. Genny ira lui parler : dans un dialogue dramatique il dévoilera tout son ressentiment l'accusant de l'avoir laissé seul, quand il avait le plus besoin d'aide, et de l'avoir fait parce qu'il voulait, comme toujours, "tout faire tout seul". Ciro répond en révélant ses sentiments les plus profonds et les plus durs : il lui révèle brutalement qu'il n'a jamais été à la hauteur, qu'il est toujours le garçon effrayé que même son père n'a pas respecté parce qu'il en connaissait les limites.
Ciro, reclus, ne mange pas les premiers jours, puis, après avoir été battu, il est obligé d'avaler de force de la nourriture pour chien. Le lendemain, les geôliers le trouvent apparemment pendu dans ses propres vêtements. Ils l'emmènent à l'infirmerie, terrifiés d'avoir reçu l'ordre de le garder en vie. Pendant ce temps, l'un des deux s'en va prévenir son patron.
Mais Ciro simulait et dès qu'il se retrouve seul avec un geôlier, l'étrangle et lui vole son arme, puis s'enfuit. Il parvient, de manière audacieuse, à s'évader de la prison, par les cachots, puis par la rivière, jusqu'à ce que, aidé par l'obscurité, il trouve refuge auprès d'une famille de vieux nomades lettons. Lorsque le patron russe le retrouve, Ciro parvient à le tuer ainsi que ses collaborateurs.

### Épisode 3
- Italie : 26 novembre 2021 sur Sky Atlantic (Italia) (it)

Le magistrat Ruggieri poursuit ses investigations sur Genny, effectue une inspection au sanctuaire funéraire de la famille Savastano et y trouve le corps de Don Pietro, déposé à l'intérieur de la tombe au nom de Donna Imma.
Les principales places de drogue de Secondigliano sont mécontents du traitement qu'ils reçoivent de la famille Levante. De plus en plus d'arrestations ont lieu dans des lieux de trafic de drogue et cela implique un effort économique pour soutenir les familles des détenus. Lors d'une réunion des contremaîtres, Federico Maccauro, dit 'o Munaciello , qui n'a pas sa propre place mais aspire à l'acquérir, invite les autres contremaîtres à rester avec les Levante, en l'absence d'alternatives valables. Avec son frère Cosimo, connu sous le nom de Canzuncella, il se rend en personne pour rendre compte de la situation aux Levante. Ceux-ci sont d'accord avec les suggestions de 'o Munaciello d'être plus apprécié par les places. Ils décident de donner plus d'argent aux familles des détenus et de fermer les squares pendant deux semaines, en attendant d'être approvisionné avec un nouveau chargement qui remplacera celui qui vient d'être saisi.
Genny est fatigué de se cacher et est pressé de récupérer Secondigliano. Pour ce faire, il doit convaincre les chefs de places de passer avec lui en leur promettant une nouvelle cargaison de drogues de première qualité. Faute de temps, il tente de l'obtenir en s'emparant de celle des Levante. Par l'intermédiaire du courtier croate Igor, il parvient à s'enquérir du destinataire de l'envoi entrant : il s'agit de Don Vincenzo Carignano, dit 'o Galantommo , un vieux patron, à l'ancienne, dont la parole est toujours sacrée et inviolable. Genny est incapable de le convaincre de lui remettre la livraison, bien qu'il propose de payer le double de ce que les Levante ont promis. La confrontation, au cours de laquelle Genny prophétise à 'o Galantommo le retour imminent de Secondigliano en tant que patron absolu se termine par un refus brutal et un geste méprisant de refus de la part de Don Vincenzo.
Entre-temps, 'o Munaciello reçoit l'argent à distribuer aux familles des prisonniers et devient membre de la famille Levante grâce à l'engagement combiné avec Grazia à la demande de ses frères. Federico accepte volontiers, même s'il est conscient de l'opposition de la fille. Azzurra, qui est convoquée par le procureur Ruggeri avec l'avocat de la famille, efface son mari des accusations de Patrizia concernant le meurtre de Don Pietro. Elle prouve à travers les documents du médecin et de la sage-femme comment le même jour que le meurtre de Don Pietro Savastano, Genny était à ses côtés, tandis qu'elle donnait naissance à l'autre Pietro Savastano, leur fils.

### Épisode 4
- Italie : 26 novembre 2021 sur Sky Atlantic (Italia) (it)

Une fois à Secondigliano, Ciro voit le fidèle 'o Pitbull , qui vient de purger une période de détention à l'intérieur de la prison, pour des raisons inconnues. Il l'envoie alors à Forcella pour récupérer Sangue Blu. Enzo vit dans un sous-sol depuis un certain temps, et ses vieux amis, 'o Bellebuono et Ronni, lui rendent visite de temps en temps et le mettent au courant de la nouvelle guerre féroce en cours entre Genny et les Levante. L'âme en peine et sans plus de raisons de vivre, le fait de savoir son ami et mentor Ciro Di Marzio toujours en vie, lui fait retrouver son énergie.
Avec la drogue à sa disposition, Genny gagne la confiance des leaders des places, mais 'o Munaciello insiste pour vouloir rester avec le Levante. L'un des directeurs de zone, Uocchie belle, comprend que derrière la proposition de Federico, il y a l'engagement combiné avec Grazia. Ses frères rencontrent 'o Galantommo, pour discuter de ce qui s'est passé lors du vol de la cargaison : Saro soupçonne que l'ancien patron l'a vendue à Genny pour le double de ce qu'il leur a acheté, afin de gagner deux fois, mais Don Vincenzo nie et pour y remédier il accepte de allié avec les Levante dans la guerre contre Genny. Après le renvoi des Levante, sa femme Nunzia l'invite à abandonner mais le mari est déterminé à continuer, pour le nom et l'histoire qui l'ont toujours distingué. En fait, il envoie Carmelo Lo Diacono, son tireur, tuer de Uocchie belle dans un centre de beauté.
Genny prépare l'attaque définitive face aux Levante et parvient à convaincre 'o Munaciello de l'accompagner, en le faisant chanter par l'intermédiaire de son frère Cosimo. Au cours d'un dîner, l'engagement du responsable de zone avec Grazia est officialisé. Avec l'excuse de fumer une cigarette, Federico sort avec la fille, la sauvant du massacre qui est bientôt effectué par 'o Maestrale, Raffaele et 'o Jaccio . Ils tirent à la mitrailleuse, tuant tous les convives, y compris les Levante. Saro semble s'en tirer vivant après les nombreuses blessures subies, jusqu'à ce que 'o Maestrale lui inflige le coup de grâce en lui tirant une balle dans la tête. Grazia subit immédiatement le même sort que ses frères, tués par 'o Munaciello après avoir ouvertement déclaré tout son mépris.
Genny reprend Secondigliano, réorganise les places de drogues en attribuant le quartier du Uocchie belle à 'o Munaciello , et règle également ses comptes avec 'o Galantommo qui est abattu dans la rue par 'o Maestrale.
Sangue Blu convoque 'o Bellebuono et Ronni dans la cachette de Ciro pour qu'il les revoie. Les deux, même s'ils sont incrédules, sont heureux de l'embrasser à nouveau et avec Enzo expriment ouvertement leur soutien dans la guerre définitive à commencer contre Genny.
Trois mystérieux paquets cadeaux arrivent livrés aux trois membres de la famille Savastano : Genny, Azzurra et le petit Pietro.

### Épisode 5
- Italie : 3 décembre 2021 sur Sky Atlantic (Italia) (it)

La guerre a commencé. Sangue Blu accompagne 'o Bellebuono et Ronni pour agrandir leur armée. Genny militarise les places de drogue en doublant les hommes dans chaque zone et envoie Fernando, un ancien ami de Ciro lors de la scission de l'ancien clan Savastano, comme infiltré au sein du groupe de l'Immortale. Ce dernier ne lui fait cependant plus confiance, compte tenu du passé avec Gennaro et veut des preuves de sa loyauté.
Nunzia continue de se renseigner de la famille du patron de Secondigliano et envoie Carmelo inspecter la villa où il réside en vue d'un attentat sous peu. Azzurra veut s'échapper de Naples, et offre de l'argent à Giovanni, l'un des gardes du corps défendant sa villa, pour mettre la main sur de faux passeports utiles à l'expatriation pour elle et le petit Pietro. Puis, elle oblige Tiziana à lui donner un coup de main si elle ne veut pas que son nom et tout le travail accompli jusqu'ici autour du consortium aboutissent à l'enquête du procureur. Elle lui confie ainsi la délicate tâche de vendre des bijoux.
Fernando gagne la confiance de Ciro en lui indiquant l'endroit où Franco, l'un des avant-postes de Genny, fréquente habituellement afin de voler les bénéfices réalisés sur les places. Devant une salle de paris, 'o Bellebuono et Ronni lui tirent dessus, puis volent un sac avec un demi-million d'euros à l'intérieur. Genny est toujours au courant des mouvements de Fernando et parvient à travers eux à trouver la cachette de l'Immortel et de ses partisans. Il est situé dans un entrepôt abandonné à Vigliena. Le patron continue d'envoyer Fernando sur place et lui recommande, une fois à l'intérieur, d'envoyer un message par téléphone afin de déclencher l'embuscade et de mettre fin à la guerre.
Azzurra reçoit les faux passeports de Giovanni, puis, Tiziana, qui lui apporte les gains de plus d'un million d'euros pour les bijoux vendus. Les hommes de Nunzia font irruption pour la tuer, mais elle parvient à s'échapper en faisant un bouclier avec Tiziana, qui meurt d'une balle dans le dos de deux coups de feu. Giovanni favorise son évasion mais lui aussi meurt aux mains de Carmelo. Azzurra et le petit Pietro sont contraints de se réfugier dans la maison de Genny.

### Épisode 6
- Italie : 3 décembre 2021 sur Sky Atlantic (Italia) (it)

Genny répond à l'agression subie par sa femme en se rendant avec 'o Maestrale et 'o Jaccio à la chapelle de la famille Carignano. À l'intérieur, il fait d'abord extraire les cercueils du fils et du mari de Nunzia, puis les démolit et jette leurs cadavres devant la chapelle. Cependant, Azzurra sait que l'affaire avec la veuve est loin d'être terminée.
Ciro, Enzo et leurs compagnons fuient à Forcella. Genny envoie les frères Maccauro sur place avec un sac plein d'argent pour recevoir des informations à leur sujet et leur éventuelle collaboration de la part des habitants afin de les éliminer. Cosimo et Federico trouvent de nombreuses adhésions à la proposition de leur patron. Parmi ceux-ci se trouve MMA, un ancien lieutenant de Sangue Blu, parmi les premiers dans le passé à trahir son groupe avec les défunts 'a Golia et 'o Cantonese. Il est prêt à les aider, pas pour de l'argent, mais pour une cargaison de drogue. 'o Cantonese , en revanche, bien que toujours avec MMA, aide Ciro et ses alliés en les tenant informés de l'air qui souffle à Forcella depuis leur arrivée et en les aidant, au bon moment, à s'échapper.
Les Maccauro reçoivent de fausses informations sur le refuge de leurs ennemis et avec quelques hommes ils se rendent à l'endroit, le trouvant vide. Au même moment, Sangue Blu s'offre à la place de son mentor pour parler à Donna Nunzia en vue d'une éventuelle alliance avec elle. Il se rend auprès de la femme enfermée pendant le trajet dans le coffre d'une voiture avec 'o Cantonese au volant.
Quelque temps plus tard, Cosimo et Federico parviennent à obtenir le bon tuyau sur la cachette de leurs ennemis et envoient MMA et quelques hommes pour les assassiner. Ciro et les autres sont alertés à temps par 'o Cantonese et parviennent à s'échapper. Ils se frayent un chemin à travers des coups de feu afin d'atteindre la voiture désignée pour les conduire hors de Forcella. Dans la fusillade meurt MMA, tué par Ciro, ses hommes et 'o Cantonese, qui perd la vie en couvrant ses alliés pour les aider à s'échapper. Les Maccauro arrivent en retard sur les lieux et Cosimo est blessé à l'épaule par une balle tirée par Ronni.
Ciro rencontre Nunzia et obtient son soutien. Genny est furieux contre les Maccauro pour avoir échoué dans leur tâche et leur offre tous les hommes disponibles pour connaître diverses informations sur l'Immortale. Puis, avec 'o Maestrale, il retrouve Igor pour recevoir une cargaison de cocaïne qui arrivera dans quelques jours. Le courtier croate leur présente l'homme qu'ils rencontreront à la livraison de la cargaison, et offre au patron une feuille avec l'endroit pour le récupérer dessus. Concernant l'horaire, Genny et Don Angelo seront prévenus par téléphone une heure seulement avant la réception du chargement.
Azzurra fait mieux connaissance avec Luciana et avoue ses inquiétudes concernant les actions et la guerre de son mari, selon lesquelles il s'est fait trop d'ennemis au fil des ans.
Genny et 'o Maestrale se rendent à l'endroit indiqué par Igor mais trouvent le dépôt vide. Les amis de Sangue Blu ont volé la cargaison sous sa direction et Ciro, après avoir kidnappé le courtier russe pour être informé de toutes les informations à ce sujet. L'objectif atteint, Nunzia demande à l'Immortale de faire tuer Igor par son bras armé.

### Épisode 7
- Italie : 10 décembre 2021 sur Sky Atlantic (Italia) (it)

Genny perd une autre cargaison au profit de ses adversaires et s'en procure rapidement une auprès d'un courtier slovène pour livrer rapidement ses places. Il envoie 'o Munaciello à Trieste pour négocier le prix, c'est-à-dire la moitié immédiatement, le reste à payer, mais le courtier veut le montant total tout de suite et le patron est obligé de demander des liquidités à ses partenaires commerciaux.
Ciro commence à approvisionner ses places et à vendre la drogue grâce à la livraison volée à Gennaro. Puis, chez Nunzia il reçoit la visite inattendue de Luciana, qui flaire en Genny l'odeur de la défaite dans la guerre en cours et décide de négocier un accord avec eux à l'insu de ce dernier et de son mari. Elle les informe des derniers mouvements du patron de Secondigliano, du prêt reçu par l'entrepreneur pour le nouveau chargement, et pour une grosse récompense financière, elle est également disposée à leur dire son nom. La proposition est tentante pour Ciro et Enzo, mais pour le montant demandé par la femme, ils veulent tous les noms des entrepreneurs avec lesquels Genny collabore, tandis que Luciana ne rapporte pour le moment que ce qu'elle sait, ce qu'elle a appris d'Angelo : un certain Don Paolo propriétaire d'une industrie du papier.
Don Paolo reçoit la visite de Sangue Blu et Ronni, qui lui offrent million d'euros, auxquels s'ajoutent trois de leurs gardes mis à sa disposition. Azzurra est de plus en plus exaspérée par la vie qu'elle mène à cause de la guerre de son mari et Luciana parvient à la convaincre, apparemment de se ranger de son côté en lui faisant révéler les noms de tous les entrepreneurs qui financent Genny.
Sangue Blu se rend dans le métro pour échanger des informations concernant Luciana : la liste des noms pour un montant d'un million d'euros. À la fin de l'échange, il remonte dans la voiture et trouve d'abord Ronni mort, abattu par une arme blanche, puis il est kidnappé dans une camionnette avec les frères Maccauro à l'intérieur, probables auteurs de la mort de son ami.
Grâce à sa femme, Genny découvre la tentative de tromperie de Luciana à son détriment, et envoie o' Maestrale et Jaccio tuer Don Paolo, qui est tué, puis pendu dans les entrepôts de sa propre industrie. Enfin face à face avec Sangueblu, attaché à une chaise, Genny prend sa revanche, après le meurtre forcé que l'ancien patron de Forcella lui a imposé sur ce fameux bateau, marquant la mort apparente de Ciro Di Marzio. Il le torture à coups de pied, de poing et à coups de barre de fer. Sangue Blu, mourant, est jeté d'un camion de déménagement devant le siège de l'Immortale, qui est informé du malheur dès la fin d'un dîner d'affaires avec Nunzia. Arrivé sur place, Ciro, après un adieu émouvant, étouffe son ami avec sa main pour apaiser ses souffrances.
Le lendemain, Gennaro informe 'o Maestrale du double jeu orchestré par sa femme, l'obligeant à la tuer. Il continue alors à percevoir des revenus de ses partenaires commerciaux.

### Épisode 8
- Italie : 10 décembre 2021 sur Sky Atlantic (Italia) (it)

L'Immortale lance une contre-attaque pour venger Sangue Blu. En accord avec Nunzia, ils envoient Carmelo comparaître devant Ruggieri au sujet de la tentative de meurtre, qui a échoué plus tard, d'Azzurra et de son petit Pietro.
Genny informe sa femme de la mort de Luciana, mais Azzurra l'interroge. Le patron commence à ne pas faire confiance à 'o Maestrale et demande à 'o Munaciello de le suivre, avec discrétion. Puis, une fois la cargaison arrivée, il dicte la politique économique à adopter sur les places : vente à moitié prix pour contrer la concurrence des quartiers appartenant à Ciro Di Marzio. Le projet de ce dernier d'enterrer Genny avance à grands pas. Un fonctionnaire du tribunal de la jeunesse, escorté de deux policiers, vient chercher Pietro à son école afin de le placer dans un foyer d'accueil dont on ignore la localisation. Genny et Azzurra reçoivent un verdict défavorable du tribunal pour mineurs et ne peuvent pas l'examiner tant que leur statut parental et un environnement sûr et approprié où ils peuvent élever leur enfant n'ont pas été vérifiés. L'avocat les met en garde contre les longs délais, environ un an pour pouvoir récupérer le petit Pietro, et prévient Azzurra de sa convocation avec Ruggieri en raison de la déposition de Carmelo, en tant que personne informée des faits. La loi oblige la femme à comparaître seule devant le magistrat, sans son avocat.
Le jour de l'affrontement, Azzurra refuse de collaborer avec Ruggeri, et de retour chez elle, accompagnée de son mari, elle comprend le piège tendu par l'Immortale derrière les mésaventures liées à leur fils. Genny promet de régler le problème et à sa demande, de tuer Ciro Di Marzio sous ses yeux. Il demande à 'o Maestrale de kidnapper le petit Simone Ruggeri, fils du magistrat Walter et de l'enfermé dans la maison des Maccauro. Pendant ce temps, les Maccauro découvrent que Don Angelo a épargné sa femme, désobéissant ainsi à l'ordre d'exécution voulu par Genny. Elle est cachée dans un petit abri à l'extérieur de Secondigliano. Cosimo presse son frère pour que le patron découvre la révélation qu'ils ont découverte, mais Federico pense qu'il vaut mieux garder la nouvelle secrète, afin qu'elle puisse être divulguée au moment le plus opportun pour eux. De son côté, Genny négocie en secret avec Ruggeri pour la libération de leurs enfants respectifs.

### Épisode 9
- Italie : 17 décembre 2021 sur Sky Atlantic (Italia) (it)

Après l'attaque des places de drogue de Genny, Ciro est acclamé par ses hommes. Gennaro, réalisant maintenant qu'il a tout perdu, s'organise secrètement en achetant un bateau et en se faisant faire de faux papiers pour s'enfuir avec sa famille.
Pendant ce temps, Donna Nunzia, maintenant fatiguée d'attendre, se dispute avec Ciro pour lui demander la tête de Genny. Ce dernier réfléchit à la façon de récupérer son fils Pietro, qui est toujours sous protection judiciaire. Sur demande de Gennaro, O' Munaciello appelle le magistrat Ruggeri pour lui mettre la pression. Ce dernier suit discrètement son collègue du tribunal pour enfants, découvrant enfin la localisation de la maison familiale où se trouve le petit Pietro.
Pendant ce temps, Genny rencontre Canzuncella : ce dernier lui raconte que les vendeurs de drogue abandonnent désormais leurs places. O' Munaciello révèle quant à lui à O' Maestrale le plan d'évasion de Genny et aussi la vérité sur sa femme, Donna Luciana, le convainquant de trahir Gennaro Savastano. O' Maestrale décide d'aller parler avec Ciro, lui révélant l'emplacement du petit Pietro. Ciro met Luciana en sûreté dans un nouveau refuge et  se rend au refuge d'O' Munaciello et de son frère avec O' Maestrale. Ciro veut ainsi forcer P'tit Moine à lui dire où se trouve le Fils de Gennaro. Après avoir découvert l'endroit, Ciro abat O' Maestrale de sang-froid.

### Épisode 10
- Italie : 17 décembre 2021 sur Sky Atlantic (Italia) (it)

Azzurra dîne en compagnie de Gennaro quand ce dernier s'effondre soudain, comme pris d'un malaise. Une ambulance franchit les barrages des hommes de Gennaro et transfère Genny vers ce que l'on croit être un hôpital. Ce n'était pourtant qu'une ruse de Ciro, qui a ordonné à Azzura de neutraliser son Mari avec un puissant somnifère intégré à son verre de vin. Une fois réveillé, Genny se retrouve allongé sur un canapé en face de l'Immortale pour la première fois depuis leur confrontation de Riga. Ciro dicte les conditions de la liberté pour Genny et de sa famille. Déjà au courant depuis un certain temps des préparatifs de sa fuite, Ciro emmènera Genny au domicile familial où il pourra récupérer son fils, à condition qu'il déclare sa défaite devant les habitants de Secondigliano. Cependant, Donna Nunzia arrive à la fin de la réunion. En prenant congé, elle emmène Azzurra comme garantie pour rappeler à Ciro sa promesse, c'est-à-dire la mort de la famille Savastano sous ses yeux.
Genny avoue comme convenu sa défaite devant Ciro et leurs hommes respectifs. Puis accompagnés de ce dernier, ils se rendent en voiture chercher Pietro. Pendant le trajet, les deux font un résumé de leur vie, des ambitions désormais vagues mais surtout des relations tumultueuses entre eux. Lors d'un arrêt dans une station-service, Ciro est pris de culpabilité, puis poursuit sa route avec Genny où il envoie O' Munaciello kidnapper Pasquale Sellero, un fonctionnaire du foyer social pour être retenu en otage et contraint de récupérer le petit Pietro, tandis que O' Mathusalem, l'un de ses chefs de place surveille la famille de Sellero à distance pour assurer sa collaboration.
Devant les difficultés de l'otage à convaincre un gardien de le laisser emmener le petit Pietro, Ciro fait irruption, menace les deux hommes de son arme et pénètre dans le foyer social. Accompagné du Petit Moine, qui était chargé de le garder à l'intérieur de la voiture, Genny arrive quelque temps plus tard. Se rendant compte que Ciro met trop de temps, il décide d'agir. À la suite de l'ultime provocation du Petit Moine, Gennaro sort de la voiture, en sort violemment O' Munaciello, lui écrase par deux fois la tête contre la vitre de la voiture, lui prend son arme et l'abat définitivement. Il retrouve Ciro et son fils à l'intérieur.
Le fait de revoir son fils entraîne la libération immédiate du petit Simone, qui peut ainsi retrouver son magistrat de père.  Pendant ce temps, Donna Nunzia envoie ses hommes à la plage, puis part séparément accompagnée d'Azzurra pour accomplir une vengeance tant attendue. Pendant le trajet, elle est cependant stoppée par un faux barrage policier et se fait assassiner avec son chauffeur. Azzurra, terrorisée, est récupérée par O' Bellebuono pour être ramenée à la plage où elle pourra à nouveau embrasser sa famille.